# Kloster Belin Studenac
Das Kloster Belin Studenac (Bélakút, Belafons oder Belae fons) war eine Zisterzienserabtei im heutigen Serbien. Es lag in der autonomen Provinz Vojvodina in dem südlich gelegenen Stadtteil Petrovaradin in Novi Sad.

## Geschichte
Das Kloster wurde im Jahr 1234 von dem späteren ungarischen König Béla IV. auf mit Beschlag belegten Besitzungen Peters, des Mörders seiner Mutter Gertrud von Andechs, gegründet und mit Mönchen aus Frankreich besetzt. Die Gründungsurkunde stellte Béla bereits als König im Jahr 1237 aus. Es war ein Tochterkloster der Abtei Trois-Fontaines in Frankreich, die wiederum das älteste Tochterkloster der Primarabtei Clairvaux war. Das Kloster erhielt das Patronat über einige Kirchen in der Umgebung von Buda und dazu verschiedene Weinzehnte. Damit gehörte es zu den ertragreichsten Klöstern im damaligen Ungarn. Die 1247 zum Schutz gegen die Tataren erbaute Festung fiel nach der Türkenbelagerung 1526. Das Kloster war schon zwischen 1482 und 1494 an den Erzbischof von Kalocsa gekommen. Als Zerstörungsdatum des Klosters wird das Jahr 1688 genannt.

## Bauten und Anlage
Das Kloster wurde auf den Resten der römischen Festung Cusum errichtet. Überreste der auf dem Gebiet der Festung Petrovaradin (Peterwardein) gelegenen Klosteranlage sind nicht erhalten.